# ハイパーホビー
ハイパーホビー（HYPER HOBBY）は、徳間書店から発行されていたホビー雑誌。略称は『HH』。2015年2月号をもって一時休刊後、同年6月から『キャラクターランド』として別冊が隔月で発売され、翌2016年10月で不定期刊行となった。その約半年後の2017年3月に刊行再開し、2020年4月に再び休刊した。

## 沿革
1994年末に『テレビランド』別冊の「カラーグラフ」として発売。日本国内向けの商品ではなく、アメリカで製作された『パワーレンジャー』や『ミュータント・タートルズ』などの輸入販売されている物を取り上げていた。一方でプラモデル関係、特にガンプラや航空関係などは一切取り上げていない。
1997年、『テレビランド』休刊後に正式に創刊される。このときの本誌は「第2号」ではなく『ハイパーホビー』の名前で販売。第3号から「VOL.XX」表示となった。VOL.4からキャッチコピー「新感覚オモチャ情報誌」を掲げる。
2000年からは月刊化。2002年に雑誌コードを取得して本格的な月刊雑誌となり、VOL.50をもって号数表記を終え、「XX年X月号」式の表記に変更した。
2010年11月号にて、装丁を平綴じから背表紙付きに変更した。また、2013年6月号からは誌面サイズが拡大している。
2014年8月号に創刊20周年を記念し、長年にわたって英語表記がメインとなっていたロゴが、カタカナ表記をメインとする形式に戻った。
2015年2月号（2014年12月発売）をもって月刊誌としての『ハイパーホビー』は休刊となり、2015年6月から「ハイパームック HYPER HOBBY PRESENTS キャラクターランド」として隔月刊行された。
2016年10月発売の「キャラクターランド Vol.9」をもって定期刊行を休止し、不定期刊行へ移行。
2017年3月、隔月誌として約2年ぶりに『ハイパーホビー』が再刊行したが、2020年4月1日発売の第15号で再び休刊した。

## 特徴
ときおり東映作品を中心に、過去の特撮作品について触れたり、前身誌『テレビランド』の記事を振り返ったりすることがあり、その際は徳間書店に保管されてある『テレビランド』に使用された特写を再利用する。
フィギュアやカード、別冊などの付録によって価格が月次により上下する場合がある。

### 特撮ヒーローメイン掲載作品
- ウルトラシリーズ（2001年VOL.31‐）
- 平成ライダーシリーズ（2000年VOL.18‐）
- スーパー戦隊シリーズ(2001年VOL.30‐）
- 超星神シリーズ（2003年10月号‐2006年7月号）
- トミカヒーローシリーズ（2008年4月号‐2010年）
- 魔弾戦記リュウケンドー（2006年）
- 美少女戦士セーラームーン（2003年10月号-2005年4月号）
- ライオン丸G（2006年11月号‐2007年2月号）
- ガロ（2005年9月号‐）
- シージェッター海斗（早瀬マサトによるコミカライズを掲載。2010年12月号・2011年2月号・4月号-）

### アニメ作品
- 出撃!マシンロボレスキュー
- トランスフォーマーシリーズ
- ガンダムシリーズ

## 東映ヒーロー玩具コーナー
- 装着変身→S.H.Figuarts
- S.I.C.
- マスクコレクション
- 仮面ライダーバトル ガンバライド
- スーパー戦隊バトル ダイスオー
- レンジャーズストライク
- ソフビ魂